# Ommata erythrodera
Ommata erythrodera är en skalbaggsart som beskrevs av Bates 1873. Ommata erythrodera ingår i släktet Ommata och familjen långhorningar. Inga underarter finns listade i Catalogue of Life.